# سوبر برستيج بيرنود 1968
سوبر برستيج بيرنود 1968 هو الموسم 10 من سوبر برستيج بيرنود،  بدأ الموسم بسباق باريس-نايس 1968 في 7 مارس 1968،  وانتهى بسباق طواف لومبارديا 1968 في 12 أكتوبر 1968.
فاز بالمركز الأول هيرمان فان سبرينجيل، وبالمركز الثاني فيليتشي جيموندي، وبالمركز الثالث يان يانسين

## السباقات
| 07 – 15 مارس 1968        | باريس-نيس                                             | رولف وولفشول         | فيرديناند براك       | Jean-Louis Bodin ‏   |
| 19 مارس                  | ميلان-سان ريمو                                        | رودي آلتيج           | Charly Grosskost ‏    | أدريانو دورانتي     |
| 30 مارس                  | طواف فلاندرز                                          | والتر جوديفروت       | رودي آلتيج           | يان يانسين          |
| 7 أبريل                  | سباق باريس روبيه                                      | إيدي ميركس           | هيرمان فان سبرينجيل  | والتر جوديفروت      |
| 21 أبريل                 | لا فليش والون                                         | ريك فان لوي          | José Samyn ‏          | يان يانسين          |
| 25 أبريل – 12 مايو 1968  | طواف إسبانيا                                          | فيليتشي جيموندي      | خوسيه بيريز فرانسيس  | أوزيبيو فيليز       |
| 28 أبريل                 | لييج-باستون-لييج                                      | Valère Van Sweevelt ‏ | والتر جوديفروت       | ريمون بوليدور       |
| 1 مايو                   | إشبورن-فرانكفورت                                      | Eddy Beugels ‏        | Valère Van Sweevelt ‏ | هيرمان فان سبرينجيل |
| 08 – 12 مايو 1968        | أربعة أيام من دونكيرك                                 | Jean Jourden ‏        | Remi Van Vreckom ‏    | ريمون بوليدور       |
| 20 مايو – 12 يونيو 1968  | طواف إيطاليا                                          | إيدي ميركس           | فيتوريو أدورني       | فيليتشي جيموندي     |
| 27 يونيو – 21 يوليو 1968 | طواف فرنسا                                            | يان يانسين           | هيرمان فان سبرينجيل  | فيرديناند براك      |
| 22 – 25 أغسطس 1968       | Paris–Luxembourg ‏                                     | Michele Dancelli ‏    | مارينو باسو          | فيليتشي جيموندي     |
| 1 سبتمبر                 | سباق الطريق في بطولة العالم لسباق الدراجات على الطريق | فيتوريو أدورني       | هيرمان فان سبرينجيل  | Michele Dancelli ‏   |
| 8 سبتمبر                 | Bordeaux–Paris ‏                                       | Émile Bodart ‏        | رايموند ديليسل       | رولف وولفشول        |
| 22 سبتمبر                | جراند بريكس دي نيشنز                                  | فيليتشي جيموندي      | هيرمان فان سبرينجيل  | خيسوس لويس أوكانيا  |
| 6 أكتوبر                 | باريس تورز                                            | غويدو رييبروك        | والتر جوديفروت       | إريك ليمان          |
| 12 أكتوبر                | طواف لومبارديا                                        | هيرمان فان سبرينجيل  | فرانكو بيتسي         | إيدي ميركس          |

## وصلات خارجية
- سوبر برستيج بيرنود 1968 في موقع Cycling Archives سايكلنج أركايفز